# Mangandioxid
Mangandioxid, MnO2, är en svartbrun kemisk förening av mangan och syre. Den förekommer naturligt som det tetragonala mineralet pyrolusit och är ett viktigt malmmineral. Brunsten är en teknisk benämning av en blandning som domineras av pyrolusit men där det även ingår andra snarlika manganmineral såsom kryptomelan, ramsdellit och todorokit.
Pyrolusit bildas dels vid vittring av manganrika bergarter dels som utfällning av noduler i sjöar och hav. Mangannodulerna på botten av Stilla Havet innehåller förutom pyrolusit även föreningar av järn, kobolt, nickel och koppar. Dendritisk utfällning av manganoxid i bergsprickor har antagits vara pyrolusit men vid noggrann analys visat sig vara andra mineral såsom kryptomelan med flera.
Namnet pyrolusit kommer från de grekiska orden πυρος pyros för eld och λούω lou tvätta.
Ett gammalt namn på brunsten är magnesia nigra. Wad har använts som beteckning på lätta porösa blandningar av pyrolusit och andra snarlika manganmineral - psilomelan om hårda former av sådana blandningar.

## Framställning
Mangandioxid kan framställas genom termisk sönderdelning vid 400 °C av mangannitrathydrat enligt följande: Mn(NO3)2·6H2O{\displaystyle \rightarrow } MnO2 +2NO2 + 6H2O.
Ett annat sätt är elektrolys av en mangan(II)sulfatlösning. Tvåvärda manganjoner oxideras vid anoden till mangandioxid.

## Användning
I torrbatterier av så kallad zink—brunstens-typ användes ursprungligen brunsten som katodmaterial men i moderna batterier används mangandioxid som inte innehåller lika mycket störande ämnen eller föroreningar.
Mangandioxid kan användas som oxidationsmedel vid syntes av organiska ämnen.
Mangandioxid eller andra manganföreningar kan användas som sickativ i oljefärger och oljefernissa för att de fortare ska torka, det vill säga härda genom oxidering.
Mangandioxid är även råvara för andra manganprodukter, bland annat för framställning av kaliumpermanganat.

### Manganfärgning
En mycket tidig användning av mangandioxid var för avfärgning av glas. Ingredienserna vid glasframställning brukar vara mer eller mindre förorenade av järnföreningar. När järn förorenar glasmassan får glaset grön färg. Med en tillsats av lite mangandioxid oxideras järnet från tvåvärt till trevärt tillstånd och färgen blir svagt gul. Tillsätts mycket mangandioxid blir glasfärgen violett till brun. Detta nyttjas för att färga keramikglasyr.

#### Mangansvart
Mangandioxid använt som ett färgpigment i sig kallas mangansvart, i Colour Index listat som Pigment Black 14 (77728).

## Kemiska egenskaper

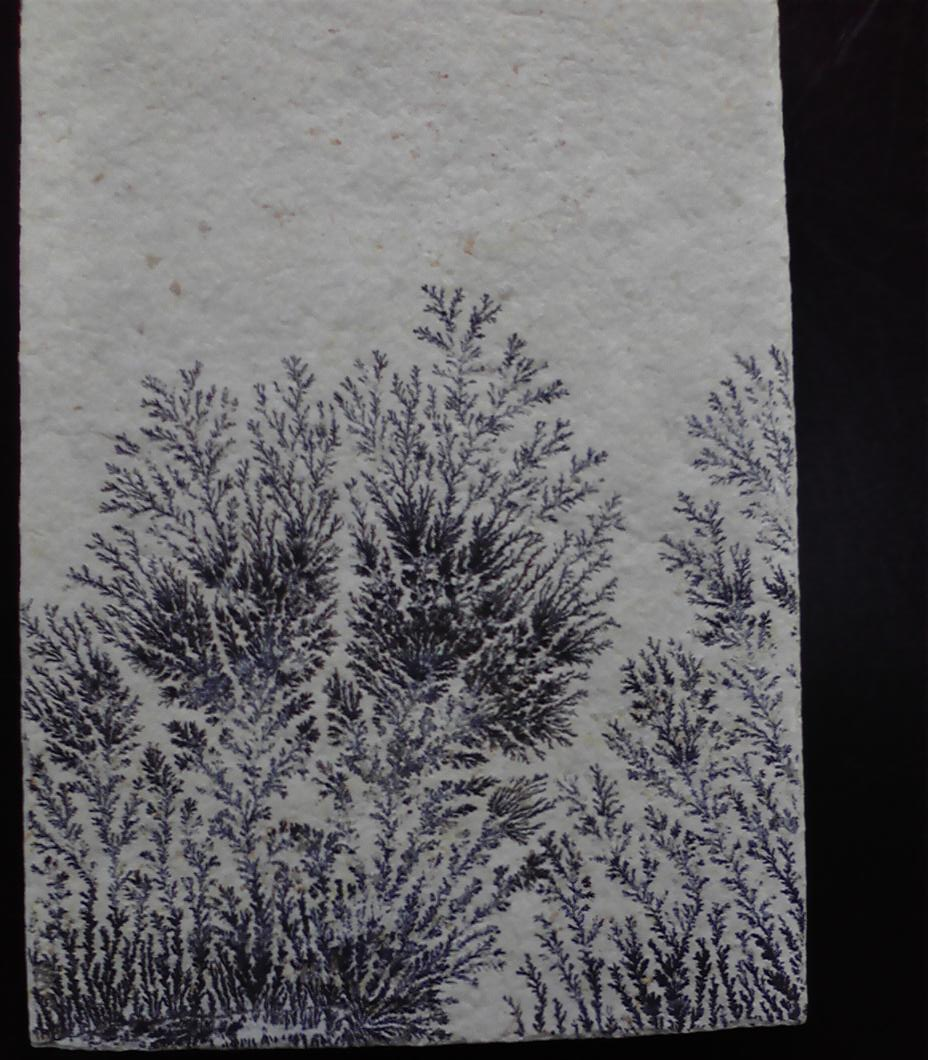
En dendritisk utfällning av mangandioxid i en spricka i kalksten.

Mangandioxid fungerar som katalysator för spjälkning av väteperoxid till vatten och syrgas.
Carl Wilhelm Scheele upptäckte grundämnet klor när han lät saltsyra reagera med mangandioxid. Klorgas utvecklades då enligt följande reaktion:
MnO2 + 4HCl {\displaystyle \rightarrow } MnCl2 + Cl2 + 2H2O
Mangandioxid tillsammans med ett oxiderande ämne bildar manganat i alkalisk miljö, till exempel med smält alkalimetallhydroxid. Samma princip används i blåsrörsanalys för kvalitativ analys på mangan. En natriumkarbonatpärla färgas av manganhaltiga mineral. När pärlan är varm är färgen grön, blåaktigt grön när den är kall.

## Andra manganoxider
Mangan(II)oxid, MnO, fås som ett grågrönt pulver när andra manganoxider reduceras med vätgas. Det finns som mineral med namnet manganosit.
Mangan(II,III)oxid, Mn3O4, fås när MnO2 värms över 900 °C. Det finns som mineral med namnet hausmannit.
Mangan(III)oxid, Mn2O3, fås som ett brunsvart pulver om MnO2 värms upp i luft mellan 535 och 800 °C.
Mangan(IV)oxid, MnO2, behandlas i denna artikel.
Mangan(VII)oxid, Mn2O7, är en oljig grönbrun instabil vätska.